# Alessandro D'Errico (doppiatore)
Alessandro Maria d'Errico (Busto Arsizio, 14 luglio 1969) è un doppiatore italiano.

## Carriera
Formatosi nel teatro e nella radio, è attore, doppiatore e speaker TV.
È una delle voci di rete di Sky Italia.
È la “Voce” nel game show televisivo Attenti a quei due, in onda su RSI- Radiotelevisione svizzera.
Tra le serie tv doppiate, si segnalano Scandal (Tony Goldwyn, il presidente Fitz), The Crown (Tobias Menzies, il principe Filippo). Nelle serie animate ha doppiato personaggi storici come Capitan Harlock e ha partecipato al doppiaggio di Adrian con Adriano Celentano. Nei videogiochi, ha dato voce a Jesse McCree in Overwatch.
Dal 2014 è la voce del personaggio animato Daisuke Jigen di Lupin III, in seguito alla morte del doppiatore storico, Sandro Pellegrini.

## Vita privata
È sposato con la giornalista Anna Lola Nardi.

## Doppiaggio

### Film
- John Corbett in Tutte le volte che ho scritto ti amo, P. S. Ti amo ancora, Tua per sempre
- John Cena in Presa mortale, 12 Round, Legendary
- Eric Ruf in I tre moschettieri - D'Artagnan, I tre moschettieri - Milady
- Fred Ewanuick in Il grande colpo
- Vin Diesel in Billy Lynn - Un giorno da eroe
- Clive Owen in I'll Sleep When I'm Dead
- Tatsuya Nakadai in Sanjuro
- Jason Statham in Parker
- Jean-Claude Van Damme in Universal Soldier - Il giorno del giudizio
- Tyrese Gibson in La legge dei più forti
- Mathieu Amalric in Pollo alle prugne
- Carlos Bernard in Alien Raiders
- Benno Fürmann in In Darkness
- Hristo Shopov in Double Identity
- Andy Serkis in 24 Hour Party People
- Ken Kirzinger in Radio Killer 3 - La corsa continua
- Aaron Douglas in The Monster
- Tetsuji Tamayama in Lupin III - Il film
- Corey Johnson in A mente fredda
- Callum Keith Rennie in Lo straordinario viaggio di T.S. Spivet
- Chris Tallman in I Thunderman - Il ritorno

### Serie televisive
- Lyriq Bent in Angela's Eyes, She's Gotta Have It
- Tony Goldwyn in Scandal, The Hot Zone - Area di contagio
- Eric Lange in Victorious
- Big Show in Lo show di Big Show
- Joseph Gilgun in Preacher
- Chris Tallman in I Thunderman
- Giordan Peele in Key & Peele
- James Purefoy in The Philanthropist
- Malik Yoba in Thief - Il professionista
- Panou in Flash Gordon
- Dillon Stephenson in Monarch Cove
- Dustin Clare in Le sorelle McLeod
- Philip Anthony-Rodriguez in Jake 2.0
- Kevin Bell in La squadra del cuore
- Denis Lil in I sopravvissuti (riedizione DVD)
- Jeremy Lindsay Taylor in Sea Patrol
- Matt Burch in Operation Repo - La gang dell'auto
- Tim Rozon in Wynonna Earp
- Chris Messina in The Mindy Project
- Rob Bogue in Sentieri
- Brian d'Arcy James in Tredici
- Tobias Menzies in The Crown
- Martin Seefeld in Rebelde Way (2° doppiaggio)
- Maxi Ghione in Una famiglia quasi perfetta

### Film d'animazione
- Daisuke Jigen in Lupin III vs Detective Conan, Lupin III - Il sigillo di sangue, la sirena dell'eternità, Lupin III - La pagina segreta di Marco Polo, Lupin III - La principessa della brezza: La città nascosta nel cielo, Lupin Terzo vs Detective Conan, Lupin the IIIrd - La lapide di Jigen Daisuke, Lupin III - La partita italiana, Lupin the IIIrd - Ishikawa Goemon getto di sangue, Lupin III - Addio, amico mio, Lupin the IIIrd - La bugia di Mine Fujiko, Lupin III - Prigioniero del passato, Lupin III - The First, Lupin III vs. Occhi di gatto, City Hunter The Movie: Angel Dust
- Jugo Yokomizo in Detective Conan - Requiem per un detective, Detective Conan - ...e le stelle stanno a guardare
- Tasso in Il vento nei salici, La banda del fiume
- Shuren in Ken il guerriero - La leggenda di Julia, Ken il guerriero - La leggenda di Raoul
- Gruffalo ne Il Gruffalo[2], Gruffalo e la sua piccolina[3]
- Naoya Misaki in Detective Conan - La strategia degli abissi
- Anubis in Yu-Gi-Oh! - Il film
- Nolt in Vampire Hunter D: Bloodlust
- Cocci in Melanzane - Estate andalusa
- Kyurem in Il film Pokémon - Kyurem e il solenne spadaccino
- Barone Von Ravendale in Barbie Super Principessa
- Mr. 1 in One Piece - Un'amicizia oltre i confini del mare
- Doto Kazahana in Naruto - The Movie: La primavera nel Paese della Neve
- Black Mask in Doraemon - The Movie: Il dinosauro di Nobita
- Icarus in Doraemon - Il film: Nobita e gli eroi dello spazio
- Prof Godard in Doraemon - Il film: Nobita e le cronache dell'esplorazione della Luna
- Zephyr in One Piece Film: Z
- Eustass Kidd in One Piece Stampede - Il film
- Snidel in Spy × Family - Code: White
- Gustav Montagnés in Overlord - Il film: Capitolo del Santo Regno

### Serie animate
- Daisuke Jigen in Lupin, l'incorreggibile Lupin (ridoppiaggio), Lupin the Third - La donna chiamata Fujiko Mine, Lupin III - L'avventura italiana, Lupin III - Ritorno alle origini, Lupin III - Una storia senza fine
- Re Sombra (st. 3) in My Little Pony - L'amicizia è magica
- padre di Gerald in Gerald McBoing-Boing
- Big in Big & Small
- Shiron in Legendz - La leggenda dei re draghi
- Giovanni Bertuccio in Il conte di Montecristo
- Maggiore Maes Hughes e Miles in Fullmetal Alchemist
- Capitan Harlock in Space Pirate Captain Harlock - The Endless Odyssey
- Kenji Harima in School Rumble
- Kagemaru in Godannar
- Frank Herlock Jr. in Gun Frontier
- Shin ne I Cavalieri dello zodiaco - Saint Seiya - Hades
- Blue Dragon in Blue Dragon
- Dott. Genba Ryogoku in Speed Grapher
- Dante in Devil May Cry
- Sasori (Hiruko) in Naruto Shippuden
- Sinistro in Wolverine e gli X-Men
- T-Bone, Eustass Kidd, Smoker (ep. 574), Crocodile (3° voce), Akainu (2° voce), Urouge (2° voce) e Nettuno e Narratore (5^ voce) in One Piece
- Skyquake in Transformers: Prime
- Dondolo e Preston (2°voce) in Gravity Falls
- Twice H. Pieceman in Fate/Extra Last Encore
- Jugo Yokomizo (3ª voce), Genji Kojima, Kiyonaga Matsumoto (5ª voce), Heizo Hattori (5ª voce) in Detective Conan
- Halloween in MÄR
- Stags in Spider Riders
- Snake in Magic Kaito 1412 (episodio 2, doppiaggio originale)
- Leo Akaba in Yu-Gi-Oh! Arc-V
- George Roberts in Barbie Dreamhouse Adventures
- Armand Letal in Adrian
- Lagravis in LEGO Legends of Chima
- Re-Destro in My Hero Academia
- Ketil in Vinland Saga
- Baziwood Peshmel in Overlord
- Kishibe in Chainsaw Man
- Abate in Castlevania: Nocturne
- Adalman in That Time I Got Reincarnated as a Slime
- Saga di Gemini in I Cavalieri dello zodiaco - Saint Seiya: Soul of Gold
- Ban Klondike in High Card
- Murdock in Orizzonti Pokémon
- Narratore in Phantom Blood e Battle Tendency
- Nikola Tesla in Leviathan

### Televisione
- Speaker di Sky Italia
- Voce narrante in Bikini
- Bear Grylls e voce narrante in Wild - Oltrenatura
- Matt Burch in Operation Repo - La gang dell'auto
- Victor Garber in The Hunters - Cacciatori di leggende
- Speaker ufficiale del canale TV Alpha, dal 2017 al 2019
- Narratore del canale TV Discovery Channel in Viaggio nell'universo
- Philip Anthony-Rodriguez in Jake 2.0

### Videogiochi
- Zed in League of Legends
- Lor’Themar Theron in World of Warcraft
- Sergente Hawkins in Call of Duty 2: Big Red One (2005)
- Solomon in Black (2006)[4]
- Robert Langdon in Il codice da Vinci (2006)[5]
- Ray in Driver: Parallel Lines (2006)
- Skrimir in Fire Emblem: Radiant Dawn (2008)
- Graven Hill, Ibrido e Tassadar in StarCraft II (2010)
- Tyrael in Diablo 3 (2012)[6] e Diablo III: Reaper of Souls (2014)[6]
- Tassadar e Tyrael in Heroes of the Storm (2015)[7]
- Jack lo Squartatore in Assassin's Creed: Syndicate (2015)
- Amon in Starcraft II - Legacy of the Void (2015)[8]
- Cole Cassidy in Overwatch (2016)[9]
- Devrim Kay in Destiny 2 (2017)[10]
- Generale Ridgeway in Tom Clancy's The Division 2 (2019)[11]
- Santiago Aldecaldo e Mr. Strud in Cyberpunk 2077 (2020)[12]
- Arcangelo Tyrael in Diablo II: Resurrected (2021)[13]
- Hades, Aluf e Ragurt in Horizon Forbidden West (2022)[14]
- Cole Cassidy in Overwatch 2 (2022)[15]
- Indiana Jones in Indiana Jones e l'antico cerchio (2024)[16]
- Akechi Mitsushide in Assassin's Creed Shadows (2025)[17]

### Teatro
- “Tecoppa”, adattamento di Rino Silveri, con Piero Mazzarella, regia di Marco Rampoldi.
- “L'uomo dal fiore in bocca” di Luigi Pirandello, con Corrado Tedeschi, regia di Marco Rampoldi.

## Riconoscimenti
- 2025 - Premio "Onda Sonora" promosso da Voci Animate e Videogiochitalia al Torino Comics come miglior doppiatore per la sua interpretazione in Indiana Jones e l’Antico Cerchio [18]